# Sherri Russell
Sherri Russell (New Orleans, 8 februari 1958 - Birmingham (Alabama), 15 juni 2007), beter bekend als Sherri Martel en Sensational Sherri, was een Amerikaans professioneel worstelaarster en manager. Sherri worstelde voor Extreme Championship Wrestling als Sherry Martel, World Wrestling Federation (WWF) als Sensational Sherri, Sensational Queen Sherri, Peggy Sue en Scary Sherri, en World Championship Wrestling (WCW) als Sensuous Sherri en Sister Sherri.

## In worstelen
- Afwerking bewegingen
  - Sleeper hold

- Kenmerkende bewegingen
  - Backbreaker rack
  - Body slam
  - Splash

- Manager
  - Jim Cornette

- Worstelaars managed

| - Arcadio Santana - Marty Jannetty - The Honky Tonk Man - Shane Douglas - Shawn Michaels | - Tatanka - Zeus - Ric Flair - "Macho Man" Randy Savage - Harlem Heat (Booker T en Stevie Ray) | - Jake "The Snake" Roberts - Dave Sullivan - Kevin Sullivan - Terry Funk - Kevin Kelly | - Tracy Smothers - Buddy Rose - Pat Rose - Doug Somers - Ian Rotten |

## Prestaties
- American Wrestling Association
  - AWA World Women's Championship (3 keer)

- AWA Superstars of Wrestling
  - AWA World Women's Championship (1 keer)

- Cauliflower Alley Club
  - Other honoree (1994)

- World Wrestling Federation/Entertainment
  - WWF Women's Championship (1 keer)
  - WWE Hall of Fame (Class of 2006)

- Wrestling Observer Newsletter awards
  - "Manager of the Year" (1991)